# Evrotas
Evrotas (in greco Ευρώτας?) è un comune della Grecia situato nella periferia del Peloponneso (unità periferica della Laconia) con 19.319 abitanti secondo i dati del censimento 2001
Il comune è stato costituito a seguito della riforma amministrativa detta Programma Callicrate in vigore dal gennaio 2011 che ha abolito le prefetture e accorpato numerosi comuni.